# Village olympique de Pyeongchang
Le village olympique de Pyeongchang sert à héberger les athlètes des Jeux olympiques d'hiver de 2018.

## Historique
Les Jeux olympiques d'hiver de 2018 ont deux villages principaux, l'un à Pyeongchang même et l'autre à Gangneung. Toutes les architectures sont neuves et demandées par les maires locaux, à Pyeongchang pour répondre à une pénurie de logements et à Gangneung pour redynamiser une zone peu développée de la ville. La construction des villages commence en 2015 et s'achève en décembre 2017 ; les organisateurs érigent des éoliennes sur les deux sites et optimisent les apports de lumière naturelle. Les deux villages sont séparés en une zone résidentielle qui inclut un centre multiconfessionnel, quelques zones de détente, une polyclinique et un centre de fitness, et une place du village qui propose des services aux athlètes, dont un centre de culture coréenne.
Le village olympique de Pyeongchang se situe dans la station de sports d'hiver de Yongpyong. Il héberge 3 894 personnes dans 600 appartements de trois à cinq chambres répartis dans huit bâtiments de 15 étages. Trois centres pour résidents proposent des services quotidiens, et l'un des centres est ouvert en permanence. L'espace de restauration est ouvert en continu et possède une section réservée aux spécialités coréennes. Le village héberge les sportifs des sports de neige et du bobsleigh, de la luge et du skeleton.
Le village olympique de Gangneung se trouve dans le quartier de Yucheon de Gangneung. Il héberge 2 900 personnes dans 922 appartements de trois chambres répartis dans neuf bâtiments de 22 à 25 étages. Lors de son aménagement, l'objectif est de recouvrir au moins 60 % de sa surface par des espaces verts. Comme dans l'autre village olympique, on y retrouve plusieurs centres pour résidents (quatre ici) dont un ouvert en permanence et un restaurant ouvert en permanence. Le village héberge les patineurs, hockeyeurs et pratiquants de curling. Trois artistes qui ont participé à d'anciens Jeux olympiques se rendent au village de Gangneung et supervisent la création de quinze toiles collectives, au rythme d'une par jour, représentant les quinze disciplines au programme des Jeux, par 111 olympiens de 39 pays. Enfin, les athlètes peuvent se rendre au bureau de poste pour faire faire des timbres personnalisés qui les représentent.
Les résidents des villages peuvent participer à de nombreuses animations culturelles, dont l'essayage de Hanbok et une démonstration de chasse ancienne en montagne. Le Nouvel An lunaire tombe pendant la période des Jeux et de nombreuses activités sont proposées pour l'occasion, dont la cérémonie du thé, des spectacles de marionnettes inspirés des contes de fées du pays et un atelier de calligraphie en hangeul. Le film Olympic Dreams (en) est le premier film tourné dans un village olympique pendant les Jeux. Comme à Rio deux ans plutôt, un mémorial et un lieu de recueillement en hommage aux personnes mortes pendant les Jeux sont inaugurés au village de Pyeongchang.
Les premières délégations arrivent le 1er février 2018 et les dernières repartent le 28 du même mois. Après les Jeux, les deux logements sont transformés en logements privés et mis en vente.